# Hoplasoma anaimalaiensis
Hoplasoma anaimalaiensis là một loài bọ cánh cứng trong họ Chrysomelidae. Loài này được Takizawa miêu tả khoa học năm 1987.